# Wearhead
Wearhead är en by i civil parish Stanhope, i kommunen Durham i grevskapet Durham i England. Byn är belägen 14 km från Stanhope. Orten har 210 invånare (2001).